# Eliane Tillieux
Eliane Tillieux (ur. 25 kwietnia 1966 w Namurze) – belgijska i walońska polityk oraz działaczka samorządowa, minister w rządzie regionalnym, w latach 2020–2024 przewodnicząca Izby Reprezentantów.

## Życiorys
Absolwentka instytutu translatoryki (Institut supérieur de traducteurs et interprètes) w Brukseli (1989) oraz École supérieure des affaires de Namur (1992). W 1993 uzyskała magisterium z zarządzania na Université Libre de Bruxelles (ULB). Pracowała m.in. w SWDE, walońskim przedsiębiorstwie publicznym zajmującym się dystrybucją wody. Kierowała tam działem obsługi klienta i działem handlowym. Zaangażowała się w działalność polityczną w ramach francuskojęzycznej Partii Socjalistycznej (PS). W latach 2000–2004 była radną prowincji Namur.
W 2004 po raz pierwszy zasiadła w walońskim parlamencie, wybierana na kolejne kadencje w 2009 i 2014. Członkini rządów regionalnych, którymi kierowali kolejno Rudy Demotte i Paul Magnette. W latach 2009–2014 była ministrem do spraw działań społecznych, zdrowia i równych szans. Następnie objęła stanowisko ministra do spraw zatrudnienia i szkoleń zawodowych, które zajmowała do 2017. Wybierana także na radną miejską w Namurze. W wyniku wyborów federalnych w 2019 weszła w skład Izby Reprezentantów. W październiku 2020 została nową przewodniczącą tej izby, którą kierowała do końca kadencji w 2024. W tymże roku ponownie została wybrana do Parlamentu Walońskiego.